# Enrique Cerezo
Enrique Cerezo Torres (Madrid, 27 de febrero de 1948) es un empresario y dirigente deportivo español, actual presidente del Club Atlético de Madrid desde el 28 de mayo de 2003 tras la dimisión de Jesús Gil, club del que es accionista. Además es productor cinematográfico y propietario de Enrique Cerezo Producciones Cinematográficas y Video Mercury Films, del canal autonómico 8madrid, de la cadena de cines madrileños Conde Duque-Verdi y de la empresa de vídeo bajo demanda a través de internet FlixOlé. Posee más del 70 % de títulos del cine español, lo que lo sitúa como el líder del sector cinematográfico en el país.

## Carrera cinematográfica
Enrique Cerezo se inició en el cine en 1971 como ayudante de cámara en la película Vente a Alemania, Pepe. Tres años después dirige su única película La sonrisa del Sol: Almería.
Como productor de cine es el dueño de Enrique Cerezo - Producciones Cinematográficas y aunque anteriormente ya había producido alguna película, empieza a desarrollar su carrera en este ámbito en los años 1990.
Desde 1998 es presidente de EGEDA, una entidad que agrupa a los productores cinematográficos de España y varios países de América.
En noviembre de 2010 es galardonado en el festival de cine de Huelva con el Premio Ciudad de Huelva al mejor productor cinematográfico del año 2009/2010.

## Títulos cinematográficos
| Año  | Película                                  | Director                           |
| ---- | ----------------------------------------- | ---------------------------------- |
| 2024 | Marisol, llámame Pepa                     | Blanca Torres                      |
| 2023 | Matusalén                                 | David Galán Galindo                |
| 2022 | The Man from Rome-La piel del tambor      | Sergio Dow                         |
| 2021 | Viaje a alguna parte                      | Helena de Llanos                   |
| 2019 | Historias de nuestro cine                 | Ana Pérez-Lorente, Antonio Resines |
| 2019 | El pionero (Miniserie de TV)              | Enric Bach                         |
| 2016 | La historia de Jan                        | Bernardo Moll Otto                 |
| 2016 | 1898: Los últimos de Filipinas            | Salvador Calvo                     |
| 2015 | Mi gran noche                             | Álex de la Iglesia                 |
| 2013 | Las brujas de Zugarramurdi                | Álex de la Iglesia                 |
| 2012 | Drácula 3D                                | Dario Argento                      |
| 2012 | La montaña rusa                           | Emilio Martínez-Lázaro             |
| 2011 | La daga de Rasputín                       | Jesús Bonilla                      |
| 2010 | La Venganza de Ira Vamp                   | Álvaro Sáenz de Heredia            |
| 2007 | En busca de la tumba de Cristo            | Giulio Base                        |
| 2006 | Desde que amanece apetece                 | Antonio del Real                   |
| 2005 | A golpes                                  | Juan Vicente Córdoba               |
| 2005 | Otros días vendrán                        | Eduard Cortés                      |
| 2005 | R2 y el caso del cadáver sin cabeza       | Álvaro Sáenz de Heredia            |
| 2004 | Tiovivo c.1950                            | José Luis Garci                    |
| 2004 | El chocolate del loro                     | Ernesto Martín                     |
| 2004 | Franky Banderas                           | José Luis García Sánchez           |
| 2003 | Platillos volantes                        | Óscar Aibar                        |
| 2003 | Hotel Danubio                             | Antonio Giménez-Rico               |
| 2002 | El oro de Moscú                           | Jesús Bonilla                      |
| 2002 | El sueño de la maestra                    | Luis García Berlanga               |
| 2002 | Historia de un beso                       | José Luis Garci                    |
| 2002 | Tiempo de tormenta                        | Pedro Olea                         |
| 2002 | El vientre de Juliette                    | Martin Provost                     |
| 2001 | El lado oscuro del corazón 2              | Eliseo Subiela                     |
| 2001 | Antigua vida mía                          | Héctor Olivera                     |
| 2001 | La soledad era esto                       | Sergio Renan                       |
| 2001 | Sara, una estrella                        | José Briz                          |
| 2001 | La vida de nadie                          | Eduard Cortés                      |
| 2001 | Juana la Loca                             | Vicente Aranda                     |
| 2001 | Juego de Luna                             | Mónica Laguna                      |
| 2000 | You're the One (una historia de entonces) | José Luis Garci                    |
| 2000 | El Celo                                   | Antoni Aloy                        |
| 2000 | Yoyes                                     | Helena Taberna                     |

### Derechos de distribución para España
Mercury Films distribuidora de cine, productora de cine, digitalización y restauración de películas. Cuenta con más de 7000 títulos.

## Premios y reconocimientos
Premios Sant Jordi de Cinematografía
| Año  | Categoría                      | Resultado |
| ---- | ------------------------------ | --------- |
| 2022 | Premio especial a la industria | Ganador   |

Medallas del Círculo de Escritores Cinematográficos
| Año  | Categoría                       | Resultado |
| ---- | ------------------------------- | --------- |
| 2024 | Medalla a la promoción del cine | Ganador   |

En 2025 recibió la Medalla de Oro de la Academia del Cine por "haber contribuido a mejorar el cine español con la restauración y recuperación de numerosas películas".

## Presidencia del Atlético de Madrid
El 30 de mayo de 2003, tras varias sanciones e inhabilitaciones, Jesús Gil y Gil dimitió como presidente del Atlético de Madrid, designando en su lugar a Enrique Cerezo, quien había sido vicepresidente desde 1987.
Desde el principio, y sobre todo tras el fallecimiento de Jesús Gil y Gil el 14 de mayo de 2004, compartió la dirección del Club con el consejero delegado, Miguel Ángel Gil Marín, hijo y heredero de Jesús Gil, formando la popularmente denominada "Bicefalia".
El Atlético de Madrid no se clasificó para la Competición Europea hasta cuatro años después de asumir su presidencia. En 2006 el club contrató a Kun Agüero con la idea, del Secretario Técnico y exjugador internacional del Club, Toni Muñoz de que formara una delantera junto a Fernando Torres.
En esa temporada, con el mexicano Javier Aguirre como entrenador, el equipo sufrió varias lesiones, obteniendo la séptima posición en la Liga, que le dio la oportunidad de jugar la Copa Intertoto y la Copa de la UEFA.
En 2007 decidió la venta del Estadio Vicente Calderón al Ayuntamiento de Madrid y la venta al Liverpool del capitán del equipo, Fernando Torres.
De nuevo con Javier Aguirre como técnico, en la temporada 2007/08, tras doce años, el equipo vuelve a clasificarse para la Champions League. 
La temporada 2009/10 culminó en la UEFA Europa League, que ganó ante el Fulham Football Club inglés en el HSH Nordbank Arena de Hamburgo (Alemania) el 12 de mayo de 2010. Fue el primer título que ganó el club desde 1996.
De igual modo disputó, en la misma temporada, la final de la Copa de S.M. el Rey, cayendo en el Nou Camp ante el Sevilla, en el que sería el mayor desplazamiento de aficionados del Atlético fuera de Madrid en toda su historia.
Tras ganar la UEFA Europa League, el Atlético de Madrid disputó el 27 de agosto de 2010 la Supercopa de Europa contra el Inter de Milán (ganador de la Champions League del mismo año) en el Estadio Luis II de Mónaco, en el que el Atlético de Madrid se impuso por 2-0 a los italianos con goles de José Antonio Reyes y Sergio Agüero. Así, en la presidencia de Cerezo, los colchoneros cosecharon su segundo título internacional en una misma temporada, logrando catorce años después otro doblete, en este caso continental.
El 29 de noviembre de 2010 recibió el Premio Tiepolo junto al dirigente del Inter de Milán Massimo Moratti por la campaña cosechada por ambos clubes.
En la temporada 2010/11, el Atlético de Madrid volvió al 7º puesto liguero y su régimen presidencial se ve comprometido por la reciente sentencia del denominado "Caso Saqueo de Marbella".
A partir de 2012, ya con Diego Simeone como entrenador, el equipo comienza un ascenso progresivo, ganando en la temporada 2012/13 la Copa del Rey, tras una final en la que se impuso por 1-2 al Real Madrid en su propio campo. La temporada siguiente, el club se hace con el título de Liga BBVA, en el que alcanza los 90 puntos en la clasificación, siendo este el máximo puntaje del equipo en toda su historia. Ese mismo año gana también la Supercopa de España al Real Madrid, imponiéndose a este con un resultado total de 2-1. Así mismo, durante los últimos años ha disputado dos finales de Copa de Europa (Champions League  2013/14, 2015/16). Todo esto ha supuesto un aumento del presupuesto neto del club de 150 millones a 280 en la temporada 2016/17.
En la temporada 2017/18 finalmente, y tras un desembolso de 310 millones de euros, el club se traslada al Estadio Metropolitano. Este nuevo estadio, que aumenta en un 27% la capacidad del anterior Vicente Calderon, cuenta con todos los adelantos tecnológicos y ha recibido la categoría de cinco estrellas. Fue sede de las finales de la Copa del Rey de 2018 y de la Champions League de 2019.

## Títulos conseguidos por el club bajo su presidencia
- Liga Europa 2009-2010
- Supercopa de Europa 2010
- Liga Europa 2011-2012
- Supercopa de Europa 2012
- Copa del Rey 2012-2013
- Liga BBVA 2013-2014
- Supercopa de España 2014
- Liga Europa 2017-2018
- Supercopa de Europa 2018
- Liga Santander 2020-2021

## Controversia

### Caso Atlético
Enrique Cerezo fue condenado en primera instancia por la Audiencia Nacional como cooperador necesario de un delito de apropiación indebida de las acciones del Atlético, delito que cometieron Jesús Gil y Gil y Miguel Ángel Gil Marín. Sin embargo, el Tribunal Supremo revocó la sentencia y le absolvió por haber prescrito el delito.

### Derechos de autor
Enrique, como presidente de EGEDA y miembro de La Coalición, es un personaje bastante polémico por sus declaraciones públicas acerca de los derechos de autor y su infracción, insultando públicamente y culpando de todas las supuestas pérdidas de la industria cultural a los que descargan películas de Internet o ponen en duda temas como las subvenciones al cine español o el papel de las sociedades de gestión de derechos de autor.